# 음즙벌국
음즙벌국(音汁伐國)은 현재의 경상북도 경주시 안강읍에 위치해 있던 소국이다. 102년 실직곡국과의 영토 분쟁이 있었다. 두 나라는 신라의 파사 이사금을 찾아와 해결해 주기를 청하였다. 파사 이사금이 이를 어렵게 여겨 말하기를 "금관국(金官國) 수로왕(首露王)은 나이가 많고 지식이 많다." 하고, 그를 불러 물었더니 수로가 의논하여 다투던 땅을 음즙벌국에 속하게 하였다. 이에 파사 이사금이 6부에 명하여 수로를 위한 연회에 모이게 하였는데, 5부는 모두 이찬으로서 접대 주인을 삼았으나 오직 한기부(漢祇部)만은 지위가 낮은 사람으로 주관하게 하였다. 수로가 노하여 종[奴] 탐하리(耽下里)에게 명하여 한기부의 우두머리 보제를 죽이게 하고 돌아갔다. 그 종은 도망하여 음즙벌국의 우두머리 타추간(抒鄒干)의 집에 의지해 있었다. 파사 이사금이 사람을 시켜 그 종을 찾았으나 타추(抒鄒)가 보내주지 않았으므로 왕이 노하여 군사로 음즙벌국을 치니 그 우두머리가 무리와 함께 스스로 항복하였다.
음즙벌국은 신라 지배 아래에서 음즙화현(音汁火縣)이 되었으며, 고려때 안강현(安康縣)에 속해졌다.

## 국명
음즙벌국(音汁伐國)을 '붉은 벌'로 해석하는 견해가 있다. 음즙(音汁)을 /*kɨrmʨɨp/로 재구하여 알타이어족에서 유래한 단어 '붉다'로 해석한다. 가가우어즈어(qɨrmɨzɨ), 크림착어(qɨrmɨz), 아제르바이잔어(ɢɨrmɨzɨ), 터키어(kɨrmɨzɨ)를 동계어로 본다. 한편 이와 같은 견해는 검단(檢丹), 거음(巨音), 금곡(金谷)도 같은 의미의 지명으로 보는데, '검'은 지명에서 '크다'는 의미의 전부요소로 사용되는 예가 일반적이라 읍즙의 '음(音)을 '검(크다)'로 해석하기도 한다.

## 참고 문헌
- 김부식 (1145), 《삼국사기》 <신라본기 제1권 파사 이사금 條>